# Minister – Członek Rady Ministrów do Spraw Współpracy ze Związkami Zawodowymi
Minister - Członek Rady Ministrów do Spraw Współpracy ze Związkami Zawodowymi – urząd administracji rządowej istniejący w latach 1981–1988, powołany do spraw współpracy ze związkiem zawodowym oraz realizacji zadań w zakresie programowania, koordynacji i kontroli współpracy organów administracji państwowej z ruchem związków zawodowych.

## Powołanie urzędu Ministra
Na podstawie  uchwały Rady Ministrów z 1981 r. w sprawie zakresu działania Ministra - Członka Rady Ministrów do Spraw Współpracy ze Związkami Zawodowymi ustanowiono urząd Ministra.

## Zakres działania Ministra
Do zakresu działania Ministra należało w szczególności:
- przygotowanie projektów dotyczących ogólnych zasad i metod współpracy organów administracji państwowej ze związkami zawodowymi,
- koordynacja działalności organów administracji państwowej w zakresie współpracy ze związkami zawodowymi,
- kontrola nad realizacją porozumień o zasięgu ogólnokrajowym, zawartych między  organami administracji państwowej ze organizacjami związkowymi,
- inicjowanie współdziałania organów administracji państwowej ze związkami zawodowymi w rozwiązywaniu problemów społeczno- gospodarczych o istotnym znaczeniu dla ludzi pracy i rozwoju gospodarki narodowej,
- opracowywanie prognoz i programów rozwoju stosunków administracji państwowej ze związkami zawodowymi,
- inicjowania i doskonalenia przepisów prawnych dotyczących współpracy między  administracji państwowej a związkami zawodowymi,
- przygotowania organizacyjno-technicznych i metodologicznych założeń dotyczących kontaktów i współpracy ze związkami zawodowymi,
- udzielanie pomocy organizacyjnej i merytorycznej ministrom i kierownikom urzędów centralnych oraz terenowym organom administracji państwowej stopnia wojewódzkiego w ich współpracy ze związkami zawodowymi,
- przygotowywania materiałów analitycznych i informacyjnych na posiedzenia Rady Ministrów, Prezesa Rady Ministrów, Komitetu Rady Ministrów do Spraw Związków Zawodowych,
- wykonywanie innych zadań w zakresie określonym przez przepisy.

Minister wykonywał swoje  zadania przy pomocy Biura, stanowiącego komórkę organizacyjną Urzędu Rady Ministrów.

## Zniesienie urzędu Ministra
Na podstawie uchwały Rady Ministrów z 1988 r. w sprawie uznania niektórych uchwał Rady Ministrów i Prezydium Rządu ogłoszonych w Monitorze Polskim za nieobowiązujące zlikwidowano urząd Ministra. 